# Bezirk Magdeburg

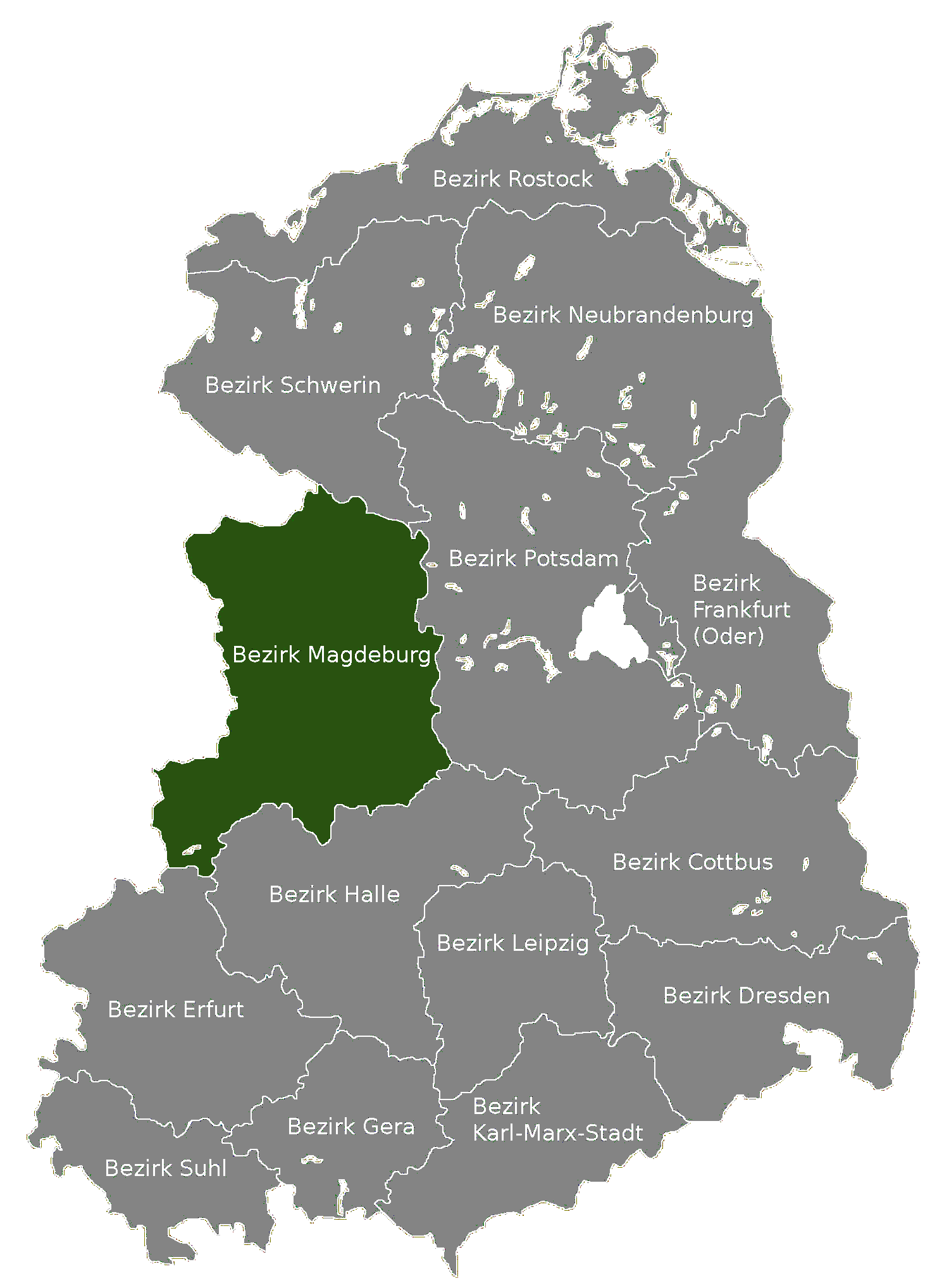
Länet Magdeburgs läge i DDR

Bezirk Magdeburg var ett län (tyska: Bezirk) i Östtyskland med Magdeburg som huvudort. Länet hade en area av 11 526 km² och 1 249 500 invånare (1989).

## Historia
Det grundades tillsammans med övriga 13 distrikt 25 juli 1952 och ersatte då de tidigare tyska delstaterna i Östtyskland. Vid grundandet bestod länet av ett stadskrets och 21 distrikt.
Distriktet Loburg bestod fram till 1957, när det uppdelades mellan distrikten Burg, Zerbst i Bezirk Magdeburg och Brandenburg i Bezirk Potsdam.
Under mitten av 1965 tillföll distriktet Seehausen distriktet Osterburg. 1988 kom Kalbe huvudsakligen till Gardelegen (delar tillföll distrikten Salzwedel och Osterburg). Samma år uppdelades också det dåvarande distriktet Tangerhütte mellan distrikten Stendal och Wolmirstedt.
Efter den tyska återföreningen (1990) avvecklades länet och området kom till den nyskapade förbundslandet Sachsen-Anhalt.

## Administrativ indelning
Länet Magdeburg delades in i ett stadskrets (Magdeburg) och sjutton distrikt/kretsar (tyska:Kreise) (1989).

### Distrikt i Bezirk Magdeburg (1989)
| Distrikt (Kreis)   | Huvudort     |
| Kreis Burg         | Burg         |
| Kreis Gardelegen   | Gardelegen   |
| Kreis Genthin      | Genthin      |
| Kreis Halberstadt  | Halberstadt  |
| Kreis Haldensleben | Haldensleben |
| Kreis Havelberg    | Havelberg    |
| Kreis Klötze       | Klötze       |
| Kreis Oschersleben | Oschersleben |
| Kreis Osterburg    | Osterburg    |
| Kreis Salzwedel    | Salzwedel    |
| Kreis Schönebeck   | Schönebeck   |
| Kreis Staßfurt     | Staßfurt     |
| Kreis Stendal      | Stendal      |
| Kreis Wanzleben    | Wanzleben    |
| Kreis Wernigerode  | Wernigerode  |
| Kreis Wolmirstedt  | Wolmirstedt  |
| Kreis Zerbst       | Zerbst       |